# 曼迪联合独立学区
曼迪联合独立学区（英文原名：Munday Consolidated Independent School District）是美国德克萨斯州诺克斯县曼迪市的学区。此外，邻近的Goree市在2003年成立自己独立的学区之前，曼迪联合独立学区还包括Goree市。该学区主要位于诺克斯县东南部，也一小部分延伸到哈斯克尔县东北部和斯罗克莫顿县西北部。
2010年，该学区被德州教育部评级为 "Recognized" 。

## 学校
- 曼迪小学（英文原名：Munday Elementary School，1至6年级）
- 曼迪中学（7至12年级）

## 外部連結
- Munday Consolidated ISD